# Slaget vid Germantown
Slaget vid Germantown (engelska: Battle of Germantown) under Philadelphiafälttåget utkämpades under Amerikanska självständighetskriget den 4 oktober 1777, utanför Germantown, Pennsylvania mellan en brittisk armé ledd av Sir William Howe och  en amerikansk armé ledd av George Washington. Britterna vann, vilket ledde till att Philadelphia, av amerikanerna utsedd till deras egen huvudstad, hamnade i brittiska händer under vintern 1777–1778. Germantown låg vid den här tiden utanför Philadelphia.

### Fotnoter
1. ↑  Ward, p. 371.  "...unquestionably a defeat for the Americans..."
2. ↑  Ward, p. 362. "Washington informed Congress on September 28 that he had 8,000 Continentals and 3,000 militia at Pennypacker's Mill"
3. ↑  Ward, p. 362.
4. 1 2  Ward, p. 371.
5. ↑  McGuire, p. 127.
6. ↑  McGuire, p. 128.